# Federazione pallavolistica della Tunisia
La Federazione tunisina di pallavolo (fra. Fédération Tunisienne de Volley-Ball, FTVB) è un'organizzazione fondata nel 1956 per governare la pratica della pallavolo e del beach volley in Tunisia.
Organizza il campionato maschile e femminile, e pone sotto la propria egida la nazionale maschile e femminile.
Ha aderito alla FIVB nel 1957.

## Presidenti
| Presidente            | Periodo   |
| --------------------- | --------- |
| Mohammed Ben Sliman   | 1956-1956 |
| Zine El Abidine Doagi | 1957-1965 |
| Ahmed Belkhouja       | 1966-1970 |
| Noureddine Skandrani  | 1971-1978 |
| Adel Boussarsar       | 1979-1980 |
| Chedly Zouiten        | 1981-1988 |
| Béchir Kdous          | 1989-1994 |
| Mohammed Ali Farah    | 1997-1998 |
| Béchir Louzir         | 1998-2006 |
| Slim Ben Youssef      | 2006-2009 |
| Mounir Ben Slimene    | 2009-2016 |
| Firas El Faleh        | 2016-2021 |
| Mohsen Ben taleb      | 2021-2023 |
| Mounir Ben Slimene    | 2023-2024 |
| Abdelmajid Jrad       | 2024-2028 |